# Witte boon

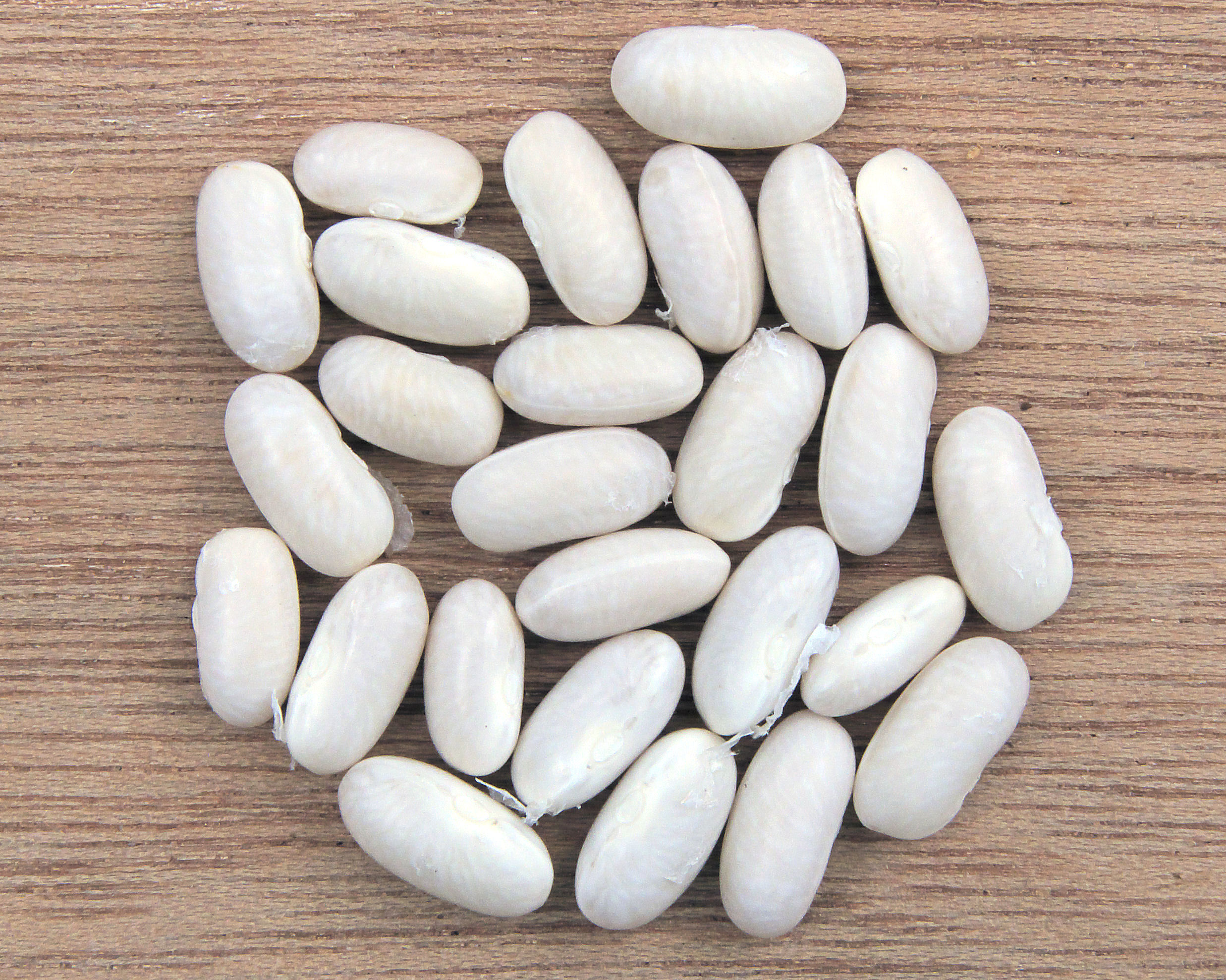
Witte bonen

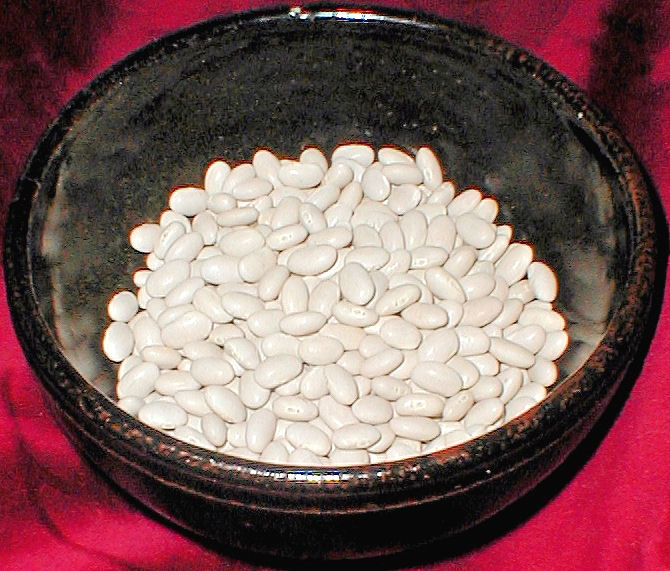
Witte bonen; ras 'Cannellini'

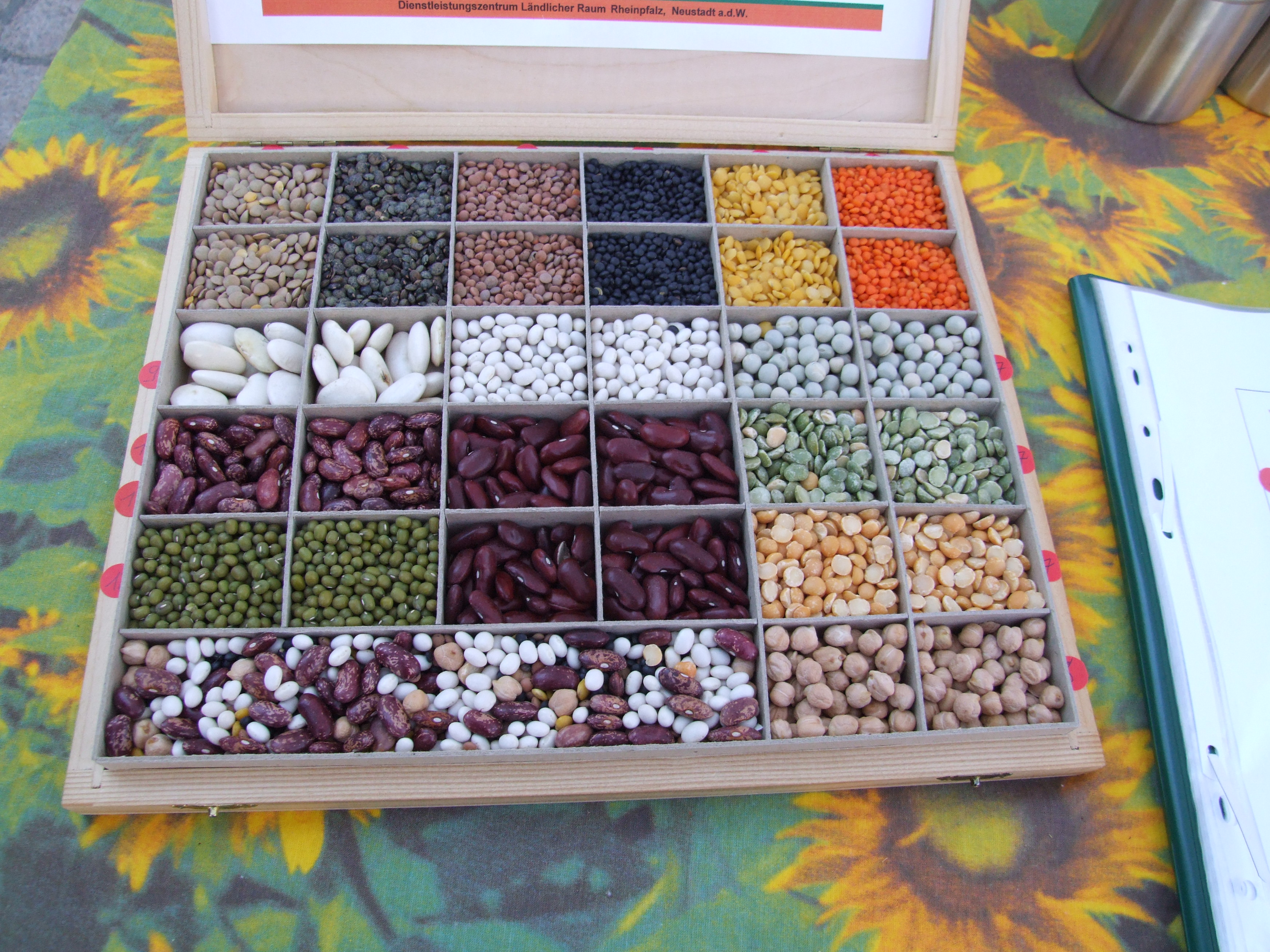
Enkele vormen van witte bonen (derde rij, vier vakjes)

De witte boon is een niervormige of ronde stamboon die behoort tot de gewone boon (Phaseolus vulgaris). De boon kan gedroogd bewaard worden, maar wordt ook vaak in tomatensaus geconserveerd in blik of glas. Gedroogde witte bonen moeten voor het koken ongeveer 8 uur geweekt worden, waarna ze een uur gekookt moeten worden.
In Nederland werden in de akkerbouw het rankende ras 'Rona' met ronde bonen, dat een selectie is uit het landras Walcherse witte en het niet rankende ras 'Krobesta' type Krombek met niervormige bonen geteeld. Rona had een duizend-korrelgewicht van ongeveer 310 gram. Nu is nog verkrijgbaar het ras 'Witte Krombek', waarvan duizend zaden ongeveer 445 gram wegen. In het zuidoosten wordt de eenboon of soepboon geteeld, waarvan de zaden witgeaderd zijn met een duizend-korrelgewicht van ongeveer 800 gram. De professionele teelt vond voornamelijk in Walcheren (Rona) en in de kop van Noord-Holland (Krobesta) plaats. Witte bonen worden in Nederland hoofdzakelijk nog door de particuliere tuinder geteeld. Per ha wordt ongeveer 135 kg zaaizaad gebruikt. De oogst valt in september. De opbrengst ligt tussen de 2700 en 3700 kg bonen per ha.

## Ziekten
De witte boon kan aangetast worden door de virussen bonerolmozaïekvirus, zwarte vaatziekte en bonescherpmozaïekvirus. Daarnaast kan onder natte omstandigheden grauwe schimmel optreden.

## Voedingsstoffen
De voedingswaarde van 100 gram gedroogde witte bonen is:
| Energetische waarde | 1145 kJ |
| Koolhydraten        | 43 gram |
| Eiwit               | 20 gram |
| Vet                 | 2 gram  |
| Vitamine B1         | 0,6 mg  |
| Vitamine B2         | 0,1 mg  |
| Calcium             | 80 mg   |
| IJzer               | 5 mg    |

## Fotogalerij

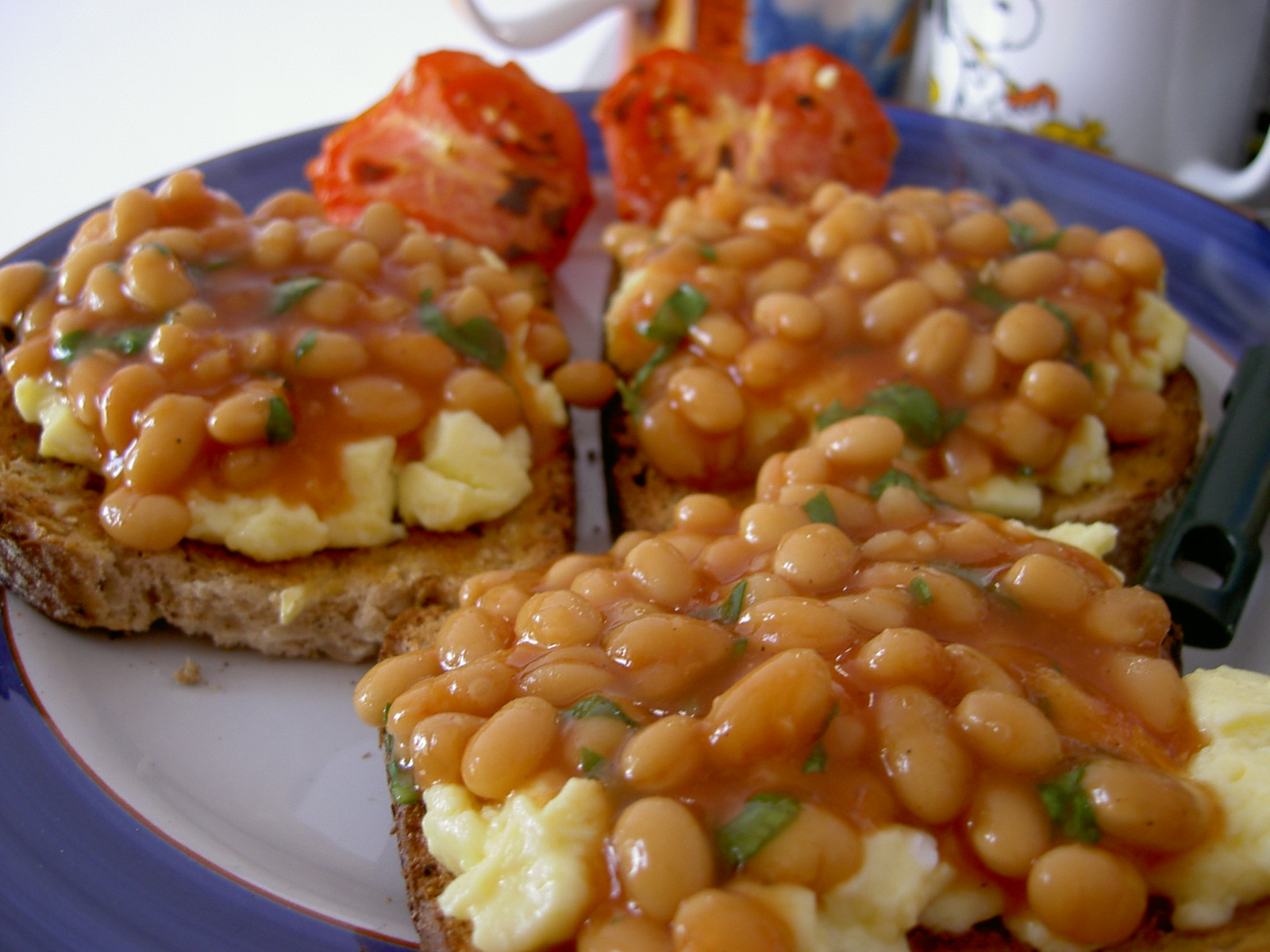
Witte bonen in tomatensaus
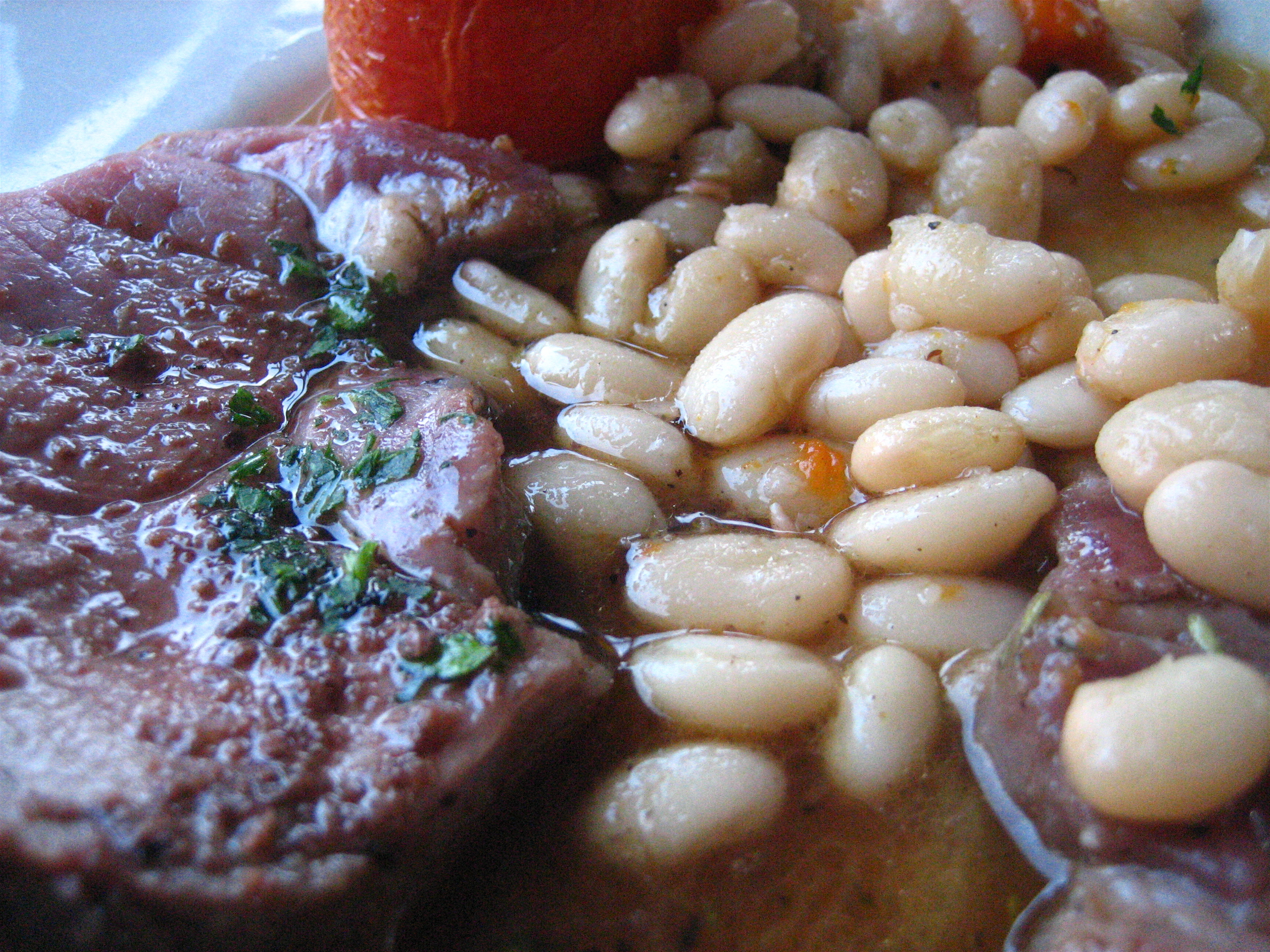
Witte bonen met schapenvlees
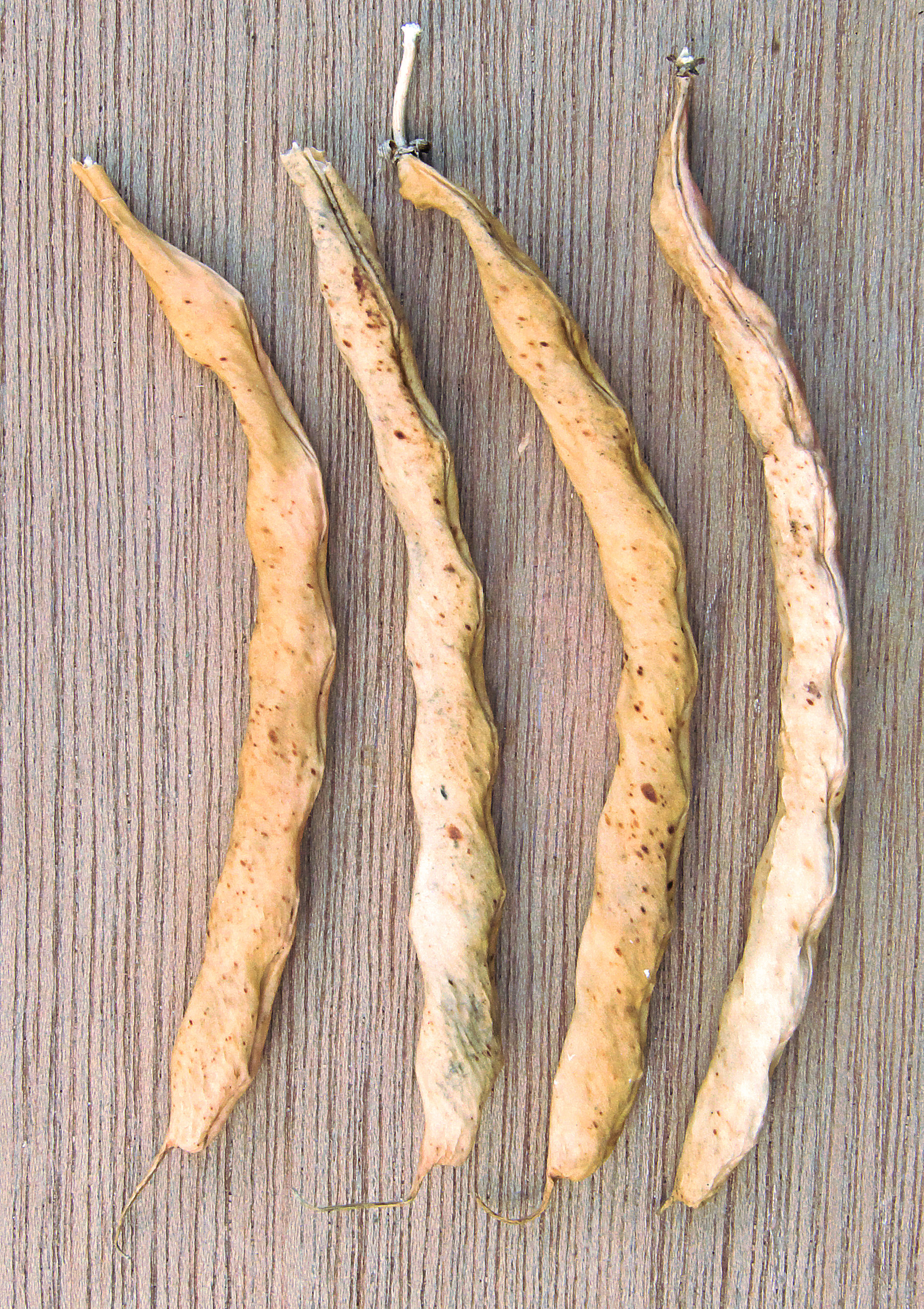
Rijpe peulen